# Sabéisme
Cet article traite des Sabéens en tant qu'adepte du Sabéisme. Pour les Sabéens habitants de la région du Yémen, voir Royaume de Saba.
Le sabéisme est un courant religieux judéo-chrétien mal connu, attesté de façon indirecte pour la première fois dans le Coran, où les sabéens (en arabe : صابئة) sont mentionnés à trois reprises, avec les deux autres « religions du Livre », dans des formules telles que « les Juifs, les sabéens, et les nazaréens ». On trouve le nom de sabéens aussi dans les hadîths, où l'on ne sait rien d'autre que leur adhésion à l'islam, alors que leur identité dans la littérature islamique plus tardive (Xe siècle) devient un sujet de discussion et de recherche.

## Description
Les sabéens semblent être un groupe religieux baptiste, monothéiste, antérieur à la conquête musulmane du Proche-Orient. Ils font l'objet de recherches récentes, en particulier pour éclairer les rapports entre l'islam et les sectes judéo-chrétiennes araméennes et syriaques au début de son existence, mais aussi pour éclaircir la naissance des mouvements inspirés par Jésus de Nazareth (les Nazôréens ou Nazaréens) et Jean le Baptiste.
Les sources arabes classiques comprennent le Kitab-al-Fihrist d'Ibn al-Nadim (m. en 987), qui mentionne les Mogtasilah (Mughtasila ou « ceux qui se lavent (sous la forme d'ablutions) »), ce qui correspond au mot grec baptistai (baptistes),, une « secte » de Sabéens, à Mésène dans le sud de la Mésopotamie qui indique que El-Hasaih (Elkasaï) était leur fondateur. La grande majorité des universitaires conviennent que cette « secte » est probablement l'énigmatique Sobiai, située « chez les Parthes », à qui Elkasaï a prêché. Leur existence serait alors antérieure au IIe siècle. Les sabéens semblent avoir gravité autour des communautés elkasaïtes pro-juives, dont est issu le prophète elkasaïte Mani,. Les informations rapportées par Ibn al-Nadim sont compatibles et confirment celles de la Vita Mani.
Comme de nombreux sabéens vivaient à Harran autour du Xe siècle, et que plusieurs auteurs en parlent, les orientalistes ont longtemps cru que leur description s'appliquait aux sabéens pré-islamiques mentionnés dans le Coran. Toutefois, beaucoup d'auteurs musulmans du milieu du VIIe siècle donnent d'autres descriptions des sabéens. Ils écrivent que les Sabéens vivaient autour de Sawad (près de Sana'a au Yémen), à Kutha en Irak (près de Babylone), dans la Characène, dans la ville de Mésène (proche de Ctésiphon) et à Mossoul. Ils « se lavaient avec de l'eau », avaient les « cheveux longs », et portaient des « blouses blanches ». Ils étaient monothéistes, avaient une littérature religieuse (le Zabur) et reconnaissaient les prophètes. Selon les auteurs musulmans, les sabéens suivaient « le quatrième livre » de la tradition abrahamique, « le Zabur », une version du livre des Psaumes (Bible). Ce que l'on sait des sabéens de cette époque provient essentiellement du livre L'Agriculture nabatéenne de Ibn Wahshiyah (IXe et Xe siècles) et de sa traduction par Moïse Maïmonide. Leur théologie ressemble à celle du judaïsme et du christianisme, et contrairement aux sabéens de Harran, ils n'étaient pas des mages. Cela conduit à distinguer les sabéens des « pseudo-sabéens de Harran ».
Les groupes sabéens ont aujourd'hui quasiment disparu. Un mouvement baptiste judéo-chrétien, implanté au Sud de l'Irak et en Iran, pourrait en être les derniers représentants. Il est désigné sous le nom de sabéen par la population locale, mais préfère se nommer mouvement mandéen ou « Nasaréen »,.

## Étymologie
Il y a eu beaucoup de spéculations sur les origines de l'endonyme religieux désignant cette pratique. Judah Segal (en) (1963) a fait valoir que le terme Sābi'ūn dérive de la racine syriaque « s-b-' » (sba), se référant à la conversion par la submersion. Cette étymologie est en général acceptée.
Une interprétation traditionnelle indique toutefois que cette racine renverrait à des prosélytes, des « judaïsants ». Selon ces érudits islamiques, le mot (Sabian) Sābi'ūna est dérivé du verbe saba’a, qui se réfère à l'action de quitter une religion et entrer dans une autre.

## Confusion avec les habitants de Saba
Le groupe religieux antique des Sabéens ne doit pas être confondu avec les habitants du royaume de Saba, et donc les Sabéens, habitants du Yémen et de l'Éthiopie. Le mot qui désigne l'habitant de Saba n'a pas de rapport étymologique, étant écrit avec la lettre arabe initiale Sin (س), alors que l'adepte de la « secte » s'écrit avec la lettre initiale Sad (ص).
Alors qu'il existait déjà une confusion entre les pseudo-sabéens de Harran et les Sabéens antiques, une faute de Marmaduke Pickthall (1875 – 1936) dans sa traduction du Coran en Anglais (The Meaning of the Glorious Koran (en)), semble avoir contribué à compliquer le problème. Celui-ci a confondu les mots anglais Sabaeans et Sabians. Le mot « Sabaeans » désigne les habitants de l'ancienne Saba et correspond au mot arabe qui commence par la lettre Sin. Les Sabéens dont parle le Coran s'écrivent avec la lettre initiale "Sad".
Au VIIe siècle, il semble qu'à Saba, seule la tribu Ansâr pratiquait le sabéisme coranique. En revanche, à la même époque ou juste après, les auteurs musulmans mentionnent l'existence de Sabéens autour de Sawad (près de Sana'a au Yémen) qui doivent correspondre aux Sabéens coraniques. Mais ils parlent aussi de Sabéens, dans ce qui correspond aujourd'hui à l'Irak, à Kutha (au sud de Ctésiphon et Séleucie), à Koufa (un peu plus au sud), dans la Characène, dans la ville de Mésène (ancienne Charax Spasinou sur le Chatt-el-Arab) et à Mossoul (actuel Kurdistan irakien), toutes villes d'Irak situées au bord du Tigre ou de l'Euphrate.

## Dans les sources islamiques anciennes
Le Coran cite brièvement les sabéens à trois reprises et les hadîths fournissent de plus amples détails qui permettent de savoir qu'ils étaient aussi des « Gens du Livre ». Les sabéens existaient avant Mahomet et ceux d'Arabie se seraient placés sous la loi islamique vers 639 (sous le calife Omar), sept ans après la mort du prophète de l'islam. Il est donc logique que dans les hadîths, ils soient présentés comme convertis à l'islam, alors qu'ils ne le sont pas encore lorsque Mahomet s'exprime. La conversion de 639 ne peut concerner que les sabéens d'Arabie et de Nabathée.
Les Sabéens partageaient avec Mahomet, la pratique d'aller dans des grottes pour s'y recueillir, dans leur quête pour le Tawhid Hunafa', qu'ils appelaient « La ilaha ila Allah ». Selon la tradition, c'est dans une grotte que le prophète de l'islam a reçu sa révélation. Des sources contemporaines de Mahomet indiquent que lui et ses premiers disciples ont souvent été qualifiés de Sabéens,,,,. Ils semblent souvent considérés comme ayant été Sabéens.
Selon les auteurs musulmans, les sabéens suivaient le quatrième livre de la tradition abrahamique, « le Zabur », qui d'après le Coran, a été donné au roi David, prophète de l'ancien Israël. Le Zabur est identifié par de nombreux érudits modernes comme une version du livre des Psaumes (Bible). Les Psaumes sont traditionnellement attribués au roi David (Xe siècle av. J.-C.). Les Manuscrits de la mer Morte montrent de nouveaux psaumes, rédigées plus tard, mais ce sont des apocryphes que les rabbins, et les chrétiens, n'évoquent jamais. Le mouvement « Yahad » qui tient une grande place dans une centaine de ces manuscrits retrouvés dans des grottes près de Qumrân et qui sont probablement les Esséniens, ou l'une des quatre tendances d'Esséniens, accordait lui aussi une grande importance aux psaumes attribués à David,.
« En arabe selon T. Fahd dans la notice « Sabi'a » de l'Encyclopédie de l'Islam, natsoraye/observants désigne l'une des deux branches de la secte musulmane des Sabi'un ou Sabéens, des baptistes apparentés aux Elkasaïtes au VIIe siècle et considérés dans le Coran comme faisant partie des Gens du livre/ahl al-kitab ».

### AuVIIIesiècle
Au VIIIe siècle, Abd al-Rahman Ibn Zayd (m. 798) écrit que les sābi'ūn « vivaient à proximité de Mossoul (Jazirat al-Mawsil) et croyaient en un Dieu unique. » Il a également fait remarquer que : «les sābi'ūn ne croient pas au prophète et messager Mahomet, mais que les polythéistes étaient connus pour dire du Prophète et de ses compagnons « ce sont des sabéens (Sabi) », ce qui montre qu'à leurs yeux, il n'y avait pas beaucoup de différence,. À la même époque, Abû Hanîfa, le fondateur de l'école de jurisprudence hanafi (m. 767), parlant des sabéens de Koufa dit qu'ils « lisaient le Zabur et se situaient entre le judaïsme et le christianisme ». La majorité des auteurs de cette époque utilisent la même formule pour les situer,,, toutefois, d'autres auteurs les situent entre le judaïsme et le magisme, mais sans que l'on puisse localiser les sabéens dont ils parlent,,, ou même savoir s'ils connaissent directement des Sabéens, ou s'ils sont seulement en train de discuter de jurisprudence à partir de leurs connaissances livresques.

### AuIXesiècle
Au IXe siècle, Ash-Shâfi'î essaye d'identifier leurs croyances, pour savoir si « la djizîa, l'impôt taxant les non-musulmans s'ils n'appartenaient pas aux « Gens du Livre », doit leur être appliquée ». Il cherche à savoir s'ils sont différents, ou non, des chrétiens sur des questions fondamentales. Dans un autre écrit, il indique : « Ils sont une sorte de chrétiens ».
La plupart de ce qui est connu au sujet des sabéens vient du livre « L'Agriculture nabatéenne » de Ibn Wahshiyah (IXe et Xe siècles) et de sa traduction par Moïse Maïmonide.

### AuXesiècle
Les autres sources arabes classiques comprennent le Kitab-al-Fihrist d'Ibn al-Nadim (m. en 987), qui mentionne les Mogtasilah (Mughtasila « ceux qui se lavent » ou « ceux qui font des ablutions »,), une « secte » de Sabéens dans le sud de la Mésopotamie qui raconte que El-Hasaih (Elkasaï) était leur fondateur. La grande majorité des universitaires conviennent que cette « secte » est probablement l'énigmatique Sobiai, située « chez les Parthes », à qui Elkasaï a prêché. Dans le livre d'Ibn al-Nadim, qui est une véritable encyclopédie sur la culture islamique, on peut lire trois passages sur la communauté de baptistes (désignée par le mot arabe mughtasila) de Mésène. Selon Daniel Chwolson (1856), ces Sabéens semblent avoir gravité autour de l'original pro-juif Hanputa (Elkasaïtes) d'Elkasaï à partir de laquelle le prophète elkasaïto-judaïque Mani fait sécession. Par conséquent, ils sont identifiés aux « Sampséens » pro-Torah, mais aussi avec moins de précision aux mandéens anti-Torah. Ils sont mentionnés par Khalil ibn Ahmad (m. en 786) comme croyant qu'ils « appartenaient » au prophète Noé.
Originaire de Kaskar en Mésène, l'évêque nestorien Théodore bar Konaï consacre une notice à « l'hérésie des Dosthéens qu'enseigna Ado mendiant », groupe baptiste encore dynamique à son époque. Il indique qu'en Mésopotamie, le mouvement de Ado est appelé Mandéens et Maskinéens.
Plus tard, au XIVe, L' historien arabe Ibn Khaldun écrivit dans al-Muqaddima (IV, VI) : "Jérusalem est la 'Mosquée éloignée'. À l'origine, au temps des Sabéens, le site était occupé par un temple de Vénus. Les Sabéens y faisaient une offrande d'huile, qu'ils répandaient sur le Rocher qui se trouve à l'intérieur. Plus tard, ce temple fut détruit… Les Sabéens qui ont bâti le temple de Venus étaient contemporains d'Abraham."

## Sabéens,mughtasilaet elkasaïtes
Les indications d'Ibn al-Nadim permettent d'identifier assez clairement que le groupe de Sabéens dont il parle est celui que les hérésiologues chrétiens appellent les Elkasaïtes, du nom de son fondateur Elkasaï. Ce qui ressort aussi des textes manichéens. Selon Simon Claude Mimouni, les Elkasaïtes « correspondent aux mughtasila de la tradition islamique ».
Cette communauté de baptistes, habitant Mésène, semble bien être la même que celle à laquelle Elkasaï a prêché son « nouveau baptême de rémission des péchés » dès l'an 100 (la troisième année du règne de Trajan). Une communauté d'où sortira ensuite aussi le prophète Mani. Cela semble montrer que cette communauté de baptistes de Mésène (appelée à l'époque Charax Spasinou) existait depuis au moins la fin du Ier siècle.
Vers 100, Elkasaï (« force cachée ») a créé à Mésène un nouveau mouvement religieux, qui portait probablement le nom de Sampséen, à partir d'un groupe juif déjà existant, qui se caractérisait essentiellement par des pratiques baptistes, qui pourrait être celui des « osséens » et aurait été « établi vers la fin du Ier siècle en Syrie sous domination parthe ». Il est fort possible qu'Elkasaï, avant de fonder son propre groupe, ait été un judéo-chrétien ébionite, ou Nazôréen — ces deux appellations pouvant désigner le même groupe — mais se rattachant à la Syrie de l'Est, c'est-à-dire à l'Osroène et l'Adiabène, régions de langue araméenne situées à l'Est de l'Euphrate.

## Origine des pseudo-Sabéens d'Harran
Ernest Renan dans sa Vie de Jésus introduit l'hypothèse d'une influence éloignée de l'Inde.
Des moines bouddhistes seraient parvenus jusqu'à Babylone et en Syrie. Boudasp (Bodhisattva), le fondateur du sabisme, serait réputé originaire de l'Inde.
Dans son Précis de la géographie universelle (Paris 1847), Malte-Brun précise que le sabéisme tient un rang plus élevé que le polythéisme et consiste dans l’adoration des corps célestes, du Soleil, de la Lune et des étoiles, soit séparément, soit tous ensemble. Et Malte Brun d'ajouter : « Ce système très ancien, répandu sur toute l’étendue du globe, même au Pérou, s’est mêlé avec toutes les autres religions ; mais il n’existe plus sans mélange que chez quelques tribus isolées. Son nom vient des Sabéens ou Sabiens, ancien peuple de l’Arabie. »
Certains estiment que cette religion aurait fait des emprunts au platonisme qu'elle aurait transmis à l'Islam. Sarakhsi écrivit un ouvrage sur eux.

## Les Mandéens, Sabéens d’Iran et d’Irak

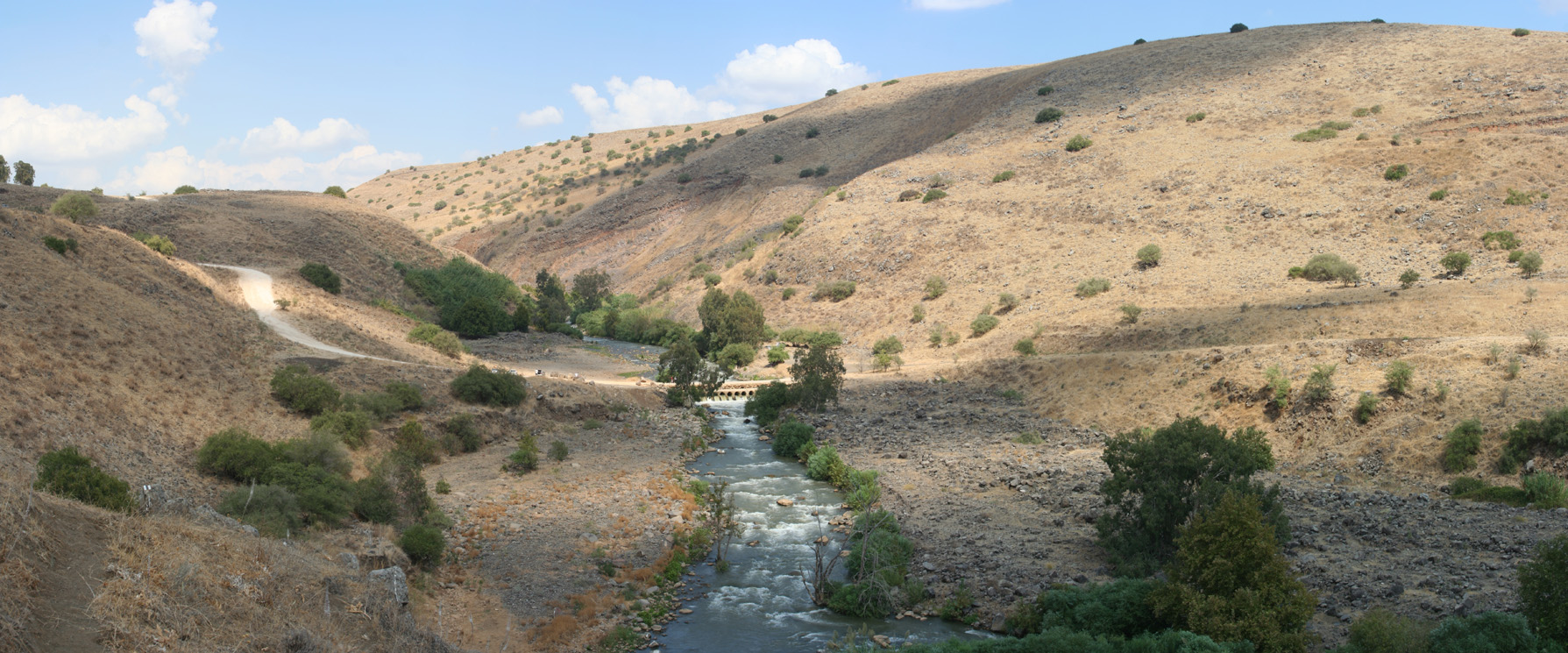
La rivière du Jourdain où l'Evangile selon Jean et certains hadiths racontent que Jésus y rencontra Jean-Baptiste fils de Zacharie (Yahya ibn Zakariya).

Les mandéens d'Irak sont désignés sous le nom de sabéens, Sabiens ou sabaya صابئة (« baptistes »), par la population environnante. Ce nom souligne l’importance prise dans cette « secte » par les rites du baptême. C’est aussi de cette troisième appellation que les auteurs musulmans se servent de préférence, alors que les membres de cette « secte » se désignent sous les noms de nasaréens ou mandéens et affirment qu'ils trouvent leur origine à Jérusalem, d'où leurs lointains ancêtres se seraient enfuis. Selon leurs traditions, leur communauté se serait formée autour de Jean Baptiste, qu'ils reconnaissent comme seul prophète et considèrent Jésus-Christ, puis Mahomet, comme des usurpateurs. Ils pourraient être issus du mouvement de Jean Baptiste et de ceux qui ne se sont pas ralliés à Jésus. Leur départ de Judée pourrait résulter de la destruction de Jérusalem par les Romains en 135, après la défaite de la Révolte de Bar Kokhba. Toutefois, si André Paul estime « qu'ils avaient des liens idéologiques avec les mouvements évoluant en marge du judaïsme de Palestine, en Transjordanie exactement ». Cela ne « peut nous mener [que] jusqu'au IIe siècle chrétien, mais guère plus haut ». Il estime donc « très improbable », la tradition mandéenne qui fait remonter leur existence à Jean le Baptiste (mort vers 35). Toutefois, nombre d'autres spécialistes ne sont pas aussi catégoriques.
Cette religion a pour obligation de vivre auprès des fleuves pour pouvoir baptiser les fidèles. Ce serait en partie à cause de cette particularité qu'elle est restée confidentielle, et qu'elle ne subsiste que dans quelques régions d'Iran et d'Irak.
La « secte » mandéenne a été révélée en 1652 par un missionnaire carme, qui décrivait ses membres sous le nom de «chrétiens de saint Jean». Ce terme est aussi utilisé préalablement dans un rapport daté de 1555 écrit par les moines portugais d'Ormuz. C'est une religion gnostique et baptiste. Le terme mandéen a un rapport avec la gnose (manda, en araméen). Les Mandéens sont nommés Mandaiuta en mandéen (un dialecte de l'araméen), et en arabe Mandā'iyya مندائية. D’après l’étymologie, les « mandéens » (mandaya) seraient les hommes de la connaissance (manda), mais ils se désignent eux-mêmes d’un autre nom, celui de « nasoraia » (« nasoréens »). D'après André Paul : « la secte gnostique des mandéens, dans ses Écritures rédigées dans un dialecte araméen oriental, se nommait indistinctement mandayya ou nasôrayya ».

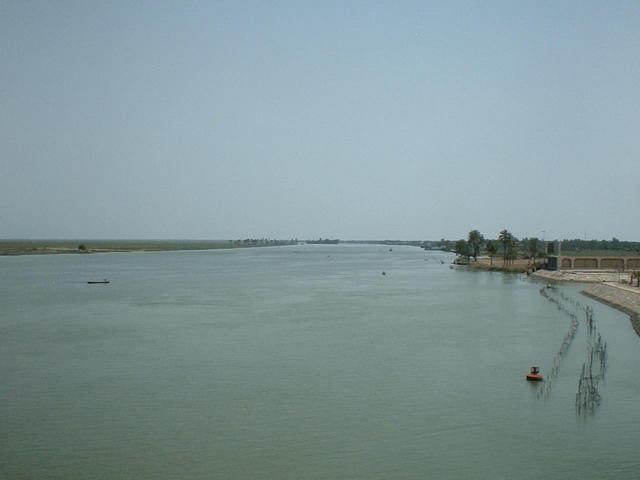
Le Chatt-el-Arab où vivaient jusqu'en 2003, l'essentiel des Mandéens et où Elkasaï puis Mani ont fondé leur première communauté. Comme tous les cours d'eau qui servent à leurs rites baptismaux, les Mandéens l'appellent Jourdain.

André Paul et Simon Claude Mimouni estiment que les Mandéens sont membres du seul courant vraiment baptiste qui a persisté jusqu'à nos jours. Tous deux mentionnent la possibilité que ce courant soit un héritier du mouvement Elkasaïte,.
Ils ne semblent donc pas issus des nazôréens qui ont reconnu Jésus comme Messie, mais justement de ceux qui ont refusé cette reconnaissance. Les spécialistes de l'analyse des premiers textes chrétiens (évangiles et Nouveau Testament) détectent d'ailleurs dans ces textes le fait que tous les partisans de Jean le Baptiste ne se sont pas ralliés à Jésus/Îsâ. François Blanchetière et André Paul font remarquer qu'Épiphane de Salamine parle de Nasaréens distincts des Nazôréens qui « existaient avant Jésus et n'ont pas (re)connu Jésus ». Il est difficile de dire si la différence entre Nasôréens (nasôrayya) et le nom que nous connaissons depuis le grec nazoraios (Nazôréens) est significative.
Jusqu'au déclenchement de la guerre d'Irak (2003), l’immense majorité des Mandéens vivait en Iraq, particulièrement le long des cours inférieurs du Tigre et de l’Euphrate et près du Chatt-el-Arab, avec une minorité notable en Iran dans le Khouzistan. La plupart se sont depuis dispersés, en particulier en direction de l’Iran, mais aussi de la Syrie, de la Jordanie et de pays occidentaux. En 2007, il ne restait que 5 000 d'entre eux en Irak et ils sont menacés de disparition totale dans ce pays. La plupart des 50 000 mandéens existant dans le monde sont extrêmement dispersés.